# Madame Falcot
'Madame Falcot' est un cultivar de rosier obtenu en 1858 par le rosiériste français Guillot fils. Il est issu d'un semis de 'Safrano' (Beauregard, 1839). Son coloris était considéré comme rare à l'époque et il obtint donc une médaille d'argent à l'exposition d'horticulture de Beaune de 1858. 'Madame Falcot' a servi à un grand nombre d'hybridations.

## Description
Il s'agit d'un rosier thé aux pétales jaune nankin nuancés de rose safran, plus foncés au cœur de la fleur et s'éclaircissant au fur et à mesure de la floraison. Celle-ci est remontante. Les fleurs sont moyennes (6 à 7 cm), globuleuses et très doubles, fleurissant plutôt en solitaires ou en petits bouquets. Elles sont peu parfumées.
Le buisson assez vigoureux, au feuillage vert pourpré, s'élève à 150 cm. Ses branches, de couleur pourpre et plutôt minces, ont peu d'aiguillons.
La zone de rusticité de 'Madame Falcot' est de 6b à 9b; il résiste donc aux hivers froids si son pied est protégé. Cette rose est toujours très appréciée des amateurs de roses anciennes par la délicatesse de ses fleurs et son caractère florifère.

## Descendance
Cette variété aurait donné naissance au premier hybride de thé ('La France') obtenu en 1867 par Guillot fils, par croisement avec 'Madame Victor Verdier' (Verdier, 1863). D'autres spécialistes estiment qu'il s'agit plutôt de 'Madame Bravy' (Guillot père, 1845).
'Madame Falcot' a donné naissance aussi à 'Mademoiselle Marie van Houtte' (Ducher, 1871) par croisement avec 'Madame de Tartas' ; à 'Madame Bérard' (Levet, 1872) par croisement avec 'Gloire de Dijon' (Jacotot, 1850) ; à 'Perle des Jardins' (Levet, 1874) ; par croisement avec un semis inconnu à 'Beauté de Lyon' (Pernet-Ducher, 1887).
Par croisement avec Rosa multiflora, un semis de 'Madame Falcot' a donné naissance à la rose jaune 'Perle d'Or' (Rambaux, 1875), classée dans les polyanthas.
Par croisement avec 'Madame Bérard' (Levet, 1872), il a donné naissance à une belle rose jaune, 'Madame Eugène Verdier' (Levet, 1882).
Cette variété a donné naissance à l'hybride remontant 'Gloire Lyonnaise' (Guillot fils, 1884) ; à 'Madame Laurette Messimy' (Guillot, 1887) par croisement avec 'Rival de Paestum' ; à l'hybride de thé 'Mademoiselle Germaine Caillot' (Pernet-Ducher, 1887) par croisement avec 'Baronne Adolphe de Rothschild' (Pernet père 1868).
Elle a donné la rose thé 'Mireille' (André Schwartz, 1913), par croisement avec 'Madame Hoste'.